# Ataköy Athletics Arena
L'Ataköy Athletics Arena di Istanbul (in turco Ataköy Atletizm Salonu) è la più grande struttura stabile per l'atletica leggera al coperto della Turchia.

## Storia
Situata ad Ataköy, nel distretto europeo di Bakırköy, e inaugurata nel 2012, la struttura è stata costruita specificatamente a seguito dell'assegnazione alla capitale turca dei Campionati del mondo di atletica leggera indoor 2012. Era stato inaugurato appena due mesi prima in occasione dei campionati turchi.

## Principali manifestazioni ospitate
| Anno | Manifestazione                                       | Data           |
| ---- | ---------------------------------------------------- | -------------- |
| 2012 | Campionati turchi di atletica leggera indoor         | 27–29 gennaio  |
| 2012 | Balkan Countries Indoor Championships                | 18–20 febbraio |
| 2012 | Campionati del mondo di atletica leggera indoor 2012 | 9–11 marzo     |
| 2023 | Campionati europei di atletica leggera indoor 2023   | 2-5 marzo      |